# Boulette de la Pierre-qui-Vire
Le boulette de la Pierre-qui-Vire est un fromage qui tire son nom, d'une part de sa forme, d'autre part d'un lieu-dit situé dans la commune de Saint-Léger-Vauban, dans le Morvan.
Il fut autrefois fabriqué par les moines de l'abbaye Sainte-Marie de la Pierre-qui-Vire. C'est un fromage au lait de vache à pâte molle et à croûte naturelle.

## Fabrication
Il est moulé dans des creusets de forme de cylindre plat ou bien encore mis en boulettes.
C'est un fromage sans croûte qui, après avoir été affiné 2 à 3 semaines, dosé et roulé dans les herbes, est mis en boules de 8 cm de diamètre environ. Il est vendu et consommé frais. C'est un fromage qui contient 28 % de matière grasse sur poids total. 

## Dégustation

### Vin recommandé
- un vin rouge fruité[2]

### Saison favorable
Ce fromage aux herbes étant un produit frais, il est consommable dès sa production, pendant l'été jusqu'à l'automne ,.